# Cebrio pelissieri
Cebrio pelissieri is een keversoort uit de familie Cebrionidae. De wetenschappelijke naam van de soort is voor het eerst geldig gepubliceerd in 1905 door Pic.